# Салатник

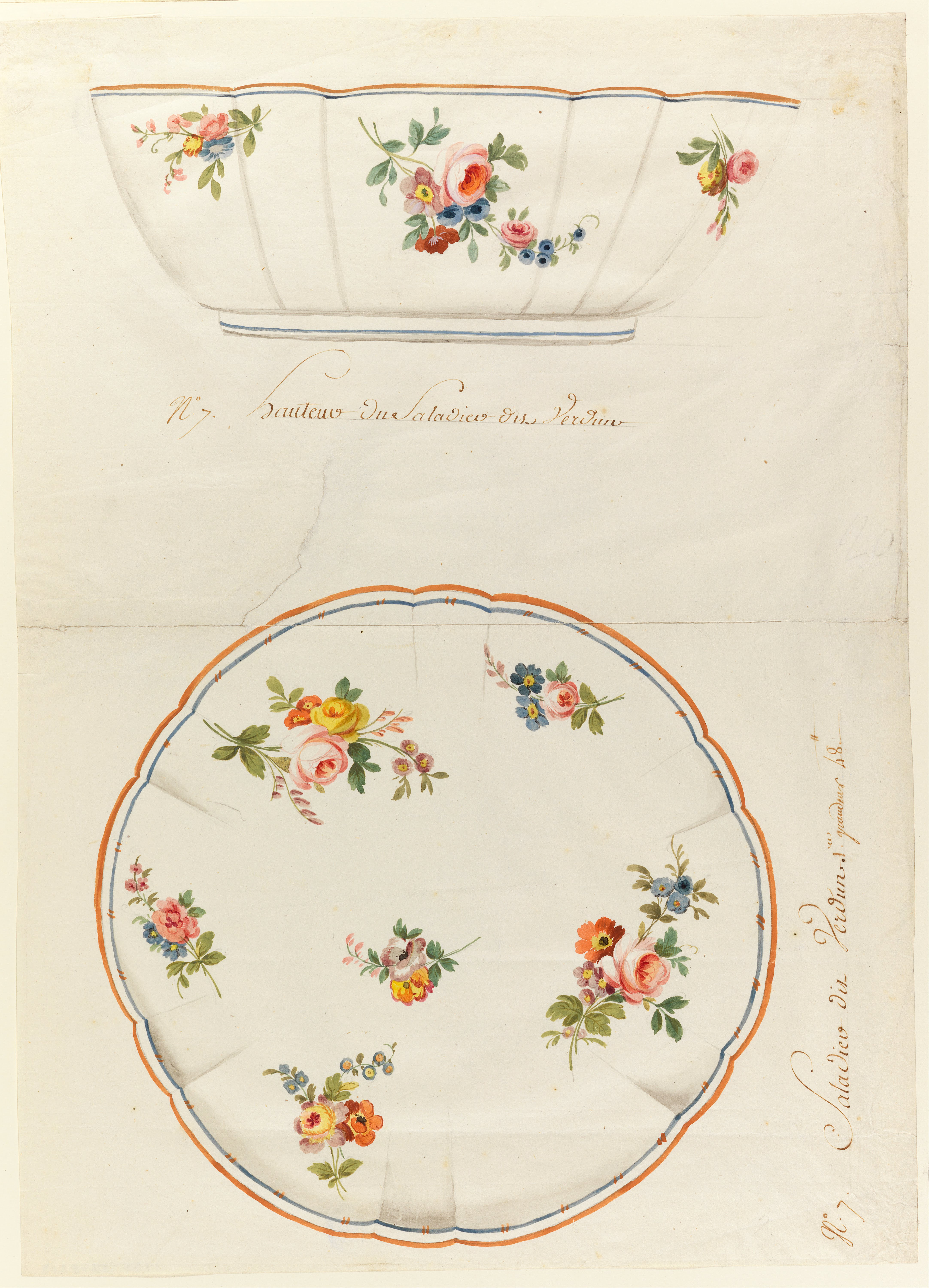
Салатница (севрский фарфор)

Сала́тник (сала́тница) — широкий сосуд с высокими стенками, в котором держат или приготавливают салаты. Салатники изготавливают из металла, фарфора, керамики или стекла и используют в качестве столовой посуды для подачи салата на стол.
Френч различает блюда для овощей и салатницы («большие и простые» миски) и отмечает противоречивые требования к размерам: большая салатница позволяет эффектную презентацию салата, но её вес осложняет передачу её в процессе застолья. Округлые формы предпочтительны: уголки препятствуют перемешиванию с заправкой и мытью. В Соединенных Штатах с 1940-х по 1960-е годы в изданиях по кулинарии продвигалась идея использования салатников из нелакированного дерева. Однако в 60-е годы кулинарные писатели Майкл Филд и Майк Рой выступали против деревянного салатника, так как древесина впитывала заправку для салатов, и масло из неё, сохранявшееся в ней долгое время становилось прогорклым, а салаты воспринимали неприятный запах. 
При сервировке стола салатник рекомендуют ставить в его центре. 